# Pavetta urophylla
Pavetta urophylla är en måreväxtart som beskrevs av Cornelis Eliza Bertus Bremekamp. Pavetta urophylla ingår i släktet Pavetta och familjen måreväxter.

## Underarter
Arten delas in i följande underarter:
- P. u. bosii
- P. u. urophylla